# Andritz AG
Andritz AG tidligere Maschinenfabrik Andritz AG er en østrigsk multinational koncern inden maskin- og anlægsbyggeri. Produkterne omfatter anlæg, udstyr, systemer og service indenfor forskellige sektorer. Virksomhedens hovedkvarter er Andriz i Graz, de har i alt 280 lokationer i 40 lande. Der er 27.200 ansatte og omsætningen var i 2020 6,699 mia. euro.
Andritz er blandt verdens største indenfor vandkraftværker. De leverer til pulp- og papirindustrien. Industrianlæg til forædling af metaller er et væsentligt forretningsområde. Der leveres anlæg til separation. Der leveres også maskin- og anlægsbyggeri til foder og biobrændstof, pumper og automation.
I 1852 blev bygget et jernstøberi i Andritz. Snart efter etableringen blev produktionen udvidet til at omfatte produkter som kraner, pumper, vandturbiner, broer, kedler, motorer og mineudstyr.